# Мащанська сільська рада (Тростянецький район)
Маща́нська сільська́ ра́да — колишній орган місцевого самоврядування у Тростянецькому районі Сумської області. Адміністративний центр — село Мащанка.

## Загальні відомості
- Населення ради: 336 осіб (станом на 2001 рік)

## Населені пункти
Сільській раді підпорядковані населені пункти:
- с. Мащанка
- с. Братське

## Склад ради
Рада складалася з 12 депутатів та голови.
- Голова ради: Маслова Любов Миколаївна
- Секретар ради: Мірошниченко Віра Миколаївна

### Керівний склад попередніх скликань
| Прізвище, ім'я, по батькові  | Основні відомості                                                 | Дата обрання | Дата звільнення |
| ---------------------------- | ----------------------------------------------------------------- | ------------ | --------------- |
| Заброда Володимир Васильович | Сільський голова, 1970 року народження, безпартійний              | 26.03.2006   | 02.04.2008      |
| Маслова Любов Миколаївна     | Сільський голова, 1962 року народження, освіта вища, позапартійна | 30.11.2008   | 31.10.2010      |
| Маслова Любов Миколаївна     | Сільський голова, 1962 року народження, освіта вища, позапартійна | 31.10.2010   |                 |

Примітка: таблиця складена за даними сайту Верховної Ради України